# Часницький Михайло Михайлович
Михайло Михайлович Часницький (нар. 14 березня 1938, Москва, Російська РФСР, СРСР — пом. 7 грудня 2021, Глухів, Шосткинський район, Сумська область) — український краєзнавець, дослідник історії євреїв, засновник та керівник Музею історії євреїв Глухівщини.

## Життєпис
Михайло Часницький народився 1938 року в Москві. Його батька Михайла Часницького, співробітника Головного розвідувального управління Народного комісаріату оборони арештувало НВКС та розстріляли на Бутовському полігоні під Москвою в грудні 1937 року, як «японського шпигуна» та учасника антирадянської організації. Родину з початком німецько-радянської війни вислали з радянської столиці, як членів сім'ї «ворога народу». З 1941 по 1948 рік вони перебували в евакуації в селі у Пензенській області. Мати з маленьким сином та донькою Аріадною перебралися 1949 року в Україну. Спочатку мешкали у дальніх родичів у Конотопі на Сумщині. Михайло навчався в місцевих школах № 2 та № 4, а повну середню освіту здобув у Школі робітничої молоді. 1955 року померла мати. Після цього Михайло Часницький переїхав до Глухова, де навчався до 1962 року у технікумі електрифікації та механізації сільського господарства.
Він також три роки (з 1962 по 1965) служив у частині ППО Радянської армії в м. Баку. Потім працював сорок років на глухівському заводі «Електропанель» конструктором, майстром, а потім і начальником ВТК.
Вже на пенсії Михайло Часницький разом з дружиною став 1998 року одними з організаторів глухівської єврейської громади «Хаверім». У результаті історико-архівної та пошукової роботи він створив перший на Сумщині єврейський музей, а також став автором декількох книг з історії євреїв, зокрема, історії єврейської громади міста Глухова та Сумщини в контексті загальної історії єврейства в Російській імперії.
Помер 7 грудня 2021 року у Глухові.

## Творчість
Михайло Часницький — автор близько трьохсот публікацій в різноманітних газетах, журналах, наукових збірниках, довіднику «Пам'ятники знаменитим євреям» (Німеччина) та «Єврейській воєнній енциклопедії». Він брав участь у підготовці обласного тому науково-документальної серії «Книга Скорботи України», увічнивши пам'ять понад 150 мирних мешканців і воїнів, що загинули в роки Другої світової війни. Саме за цю працю в 2004 році був відзначений цінним подарунком від Президента України — іменним годинником.
У квітні 2009 року вийшла друком книга Михайла Часницького «Глухів. Євреї. Пам'ять жива», в 2011 році — друга книга «Євреї. Глухів і Сумщина», а пізніше (2018) й третя книга «Мій трагічний і героїчний народ». Був членом Національної спілки журналістів України.

## Громадська діяльність
За ініціативи Михайла Часницького в Глухові з'явилися вулиці Героя Радянського Союзу Олексія Каплунова (2009) та астрофізика Йосипа Шкловського (2016). На будинку, де мешкав учений, встановлена пам'ятна дошка. В 2018 році встановлені меморіальні дошки на честь Героя Радянського Союзу Г. Рогачевського та директора школи № 3 М. Мостового, присвоєно звання «Почесний громадянин Глухова» Ісааку Рубінштейну. Михайло Часницький дослідив імена жертв погрому під час встановлення радянської влади у Глухові у 1918 році. За його ініціативи у червні 2019 року на старовинному єврейському цвинтарі відкрили пам'ятник.
Як член Національної спілки краєзнавців України, Михайло Часницький активно долучався до роботи Сумської обласної організації. Створений ним музей став своєрідним акумулятором історичних знань і експонатів, пов'язаних з трагедією Голокоста не лише єврейської громади Глухова, а й усієї області. За непересічну подвижницьку діяльність музей і його керівник були відзначені Подякою Правління Національно спілки краєзнавців України. Обирався членом Ради Президії Єврейської ради України.

## Родина
Батько — Часницький Михайло Ілліч народився 1900 року в м. Харбін, в родині працівників Китайської східної залізниці, був членом молодіжної «організації імені Трумпельдор». Після приїзду до СРСР, проходив службу в Головному розвідувальному управлінні Народного комісаріату оборони. 22 грудня 1937 року був арештований НКВС, безпідставно звинувачений як «японський шпигун» і учасник антирадянської організації. В 1957 році Часницький М. І. був посмертно реабілітований.
Мати — Венгеровська Віра Матвіївна (1909-?)
Дружина — Галина Мурашковська (1936-?), одружилися 1960 року.
Діти — Олександр (нар 1961), Альона (нар 1971).

## Нагороди та відзнаки
- орден «За заслуги» III ступеня (2009), за дослідницьку і краєзнавчу роботу, увіковічнення пам'яті видатних євреїв, які мали глухівське коріння, особистий внесок у збір інформації до обласного тому науково-документальних серій «Книга Пам'яті України» та «Книга Скорботи України», а також за активну громадську діяльність[9];
- Професіонал року-2009 (Глухів);
- член Президії Єврейської ради України[2].

## Галерея

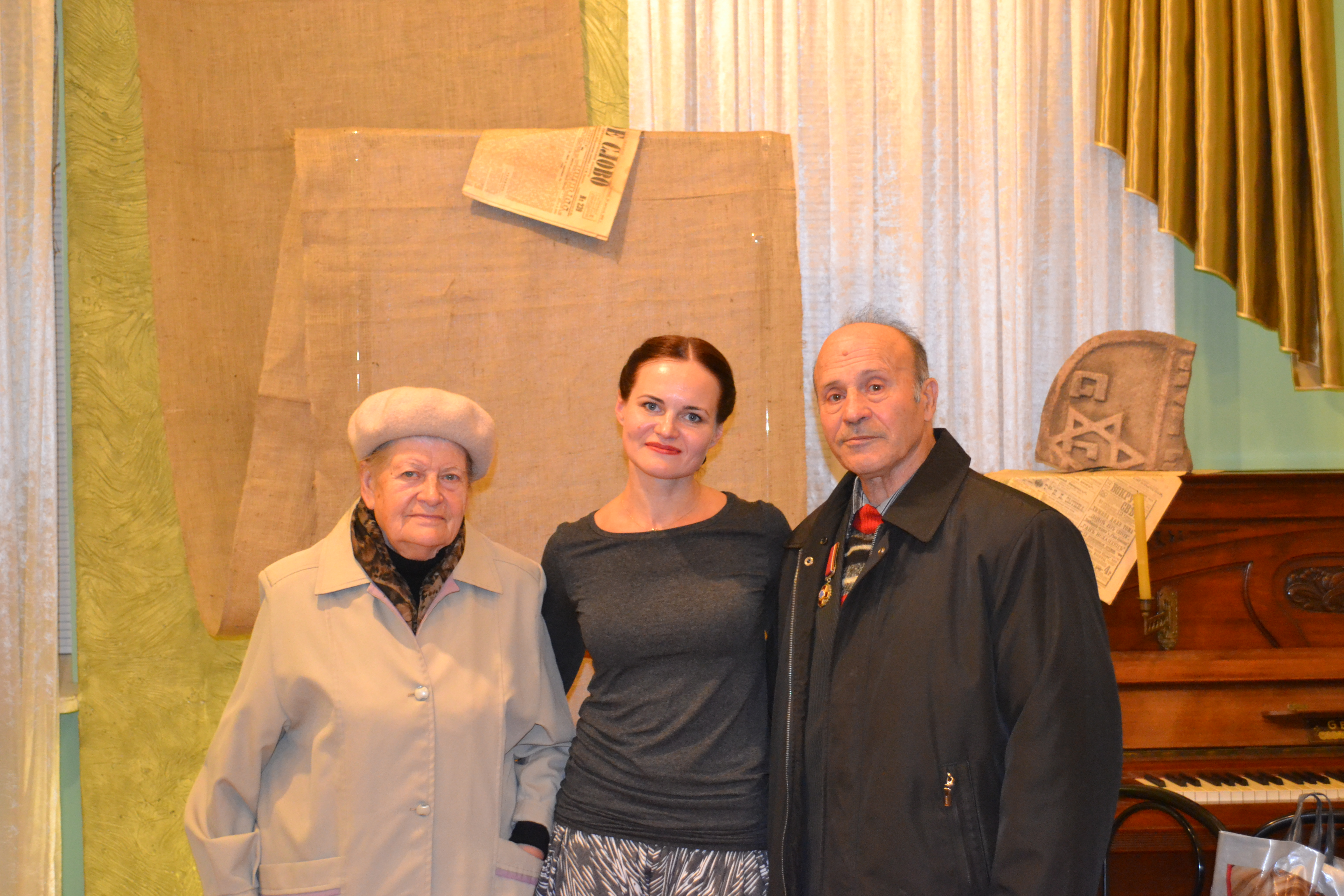
Михайло Часницький у національному заповіднику Глухів
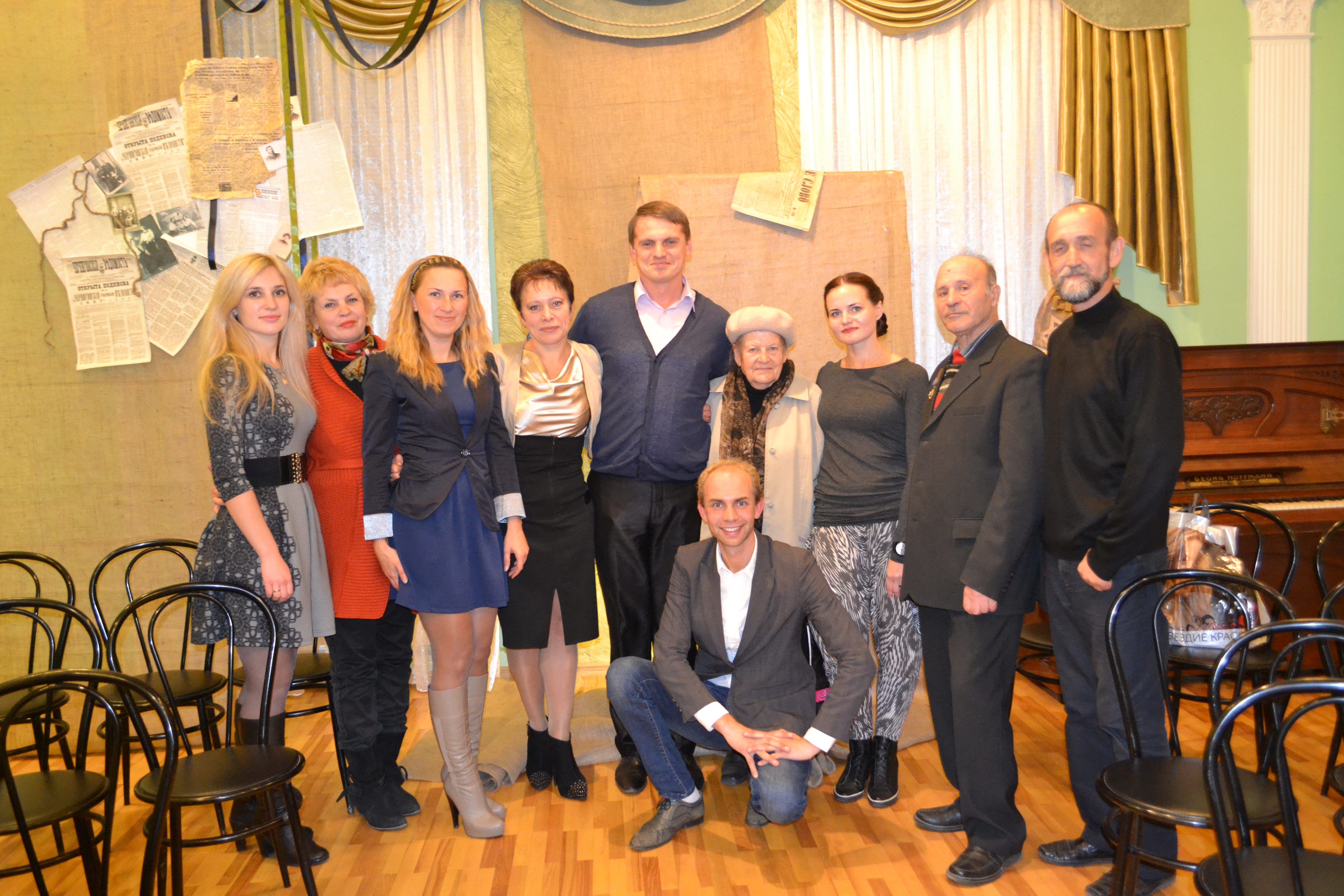
Михайло Часницький у національному заповіднику Глухів з працівниками у вересні 2019 року
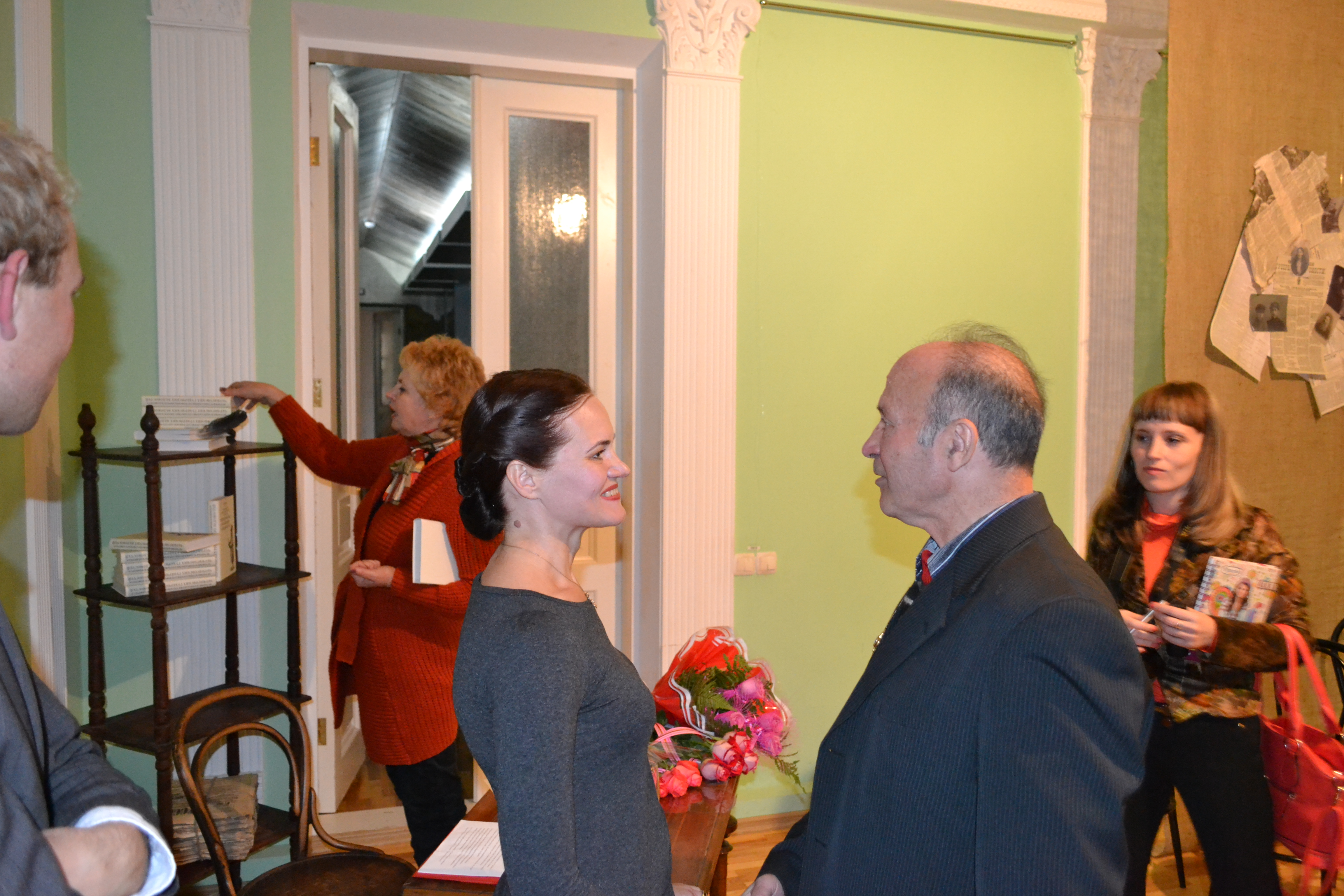
Михайло Часницький у національному заповіднику Глухів з Вірою Назаровою у вересні 2019 року
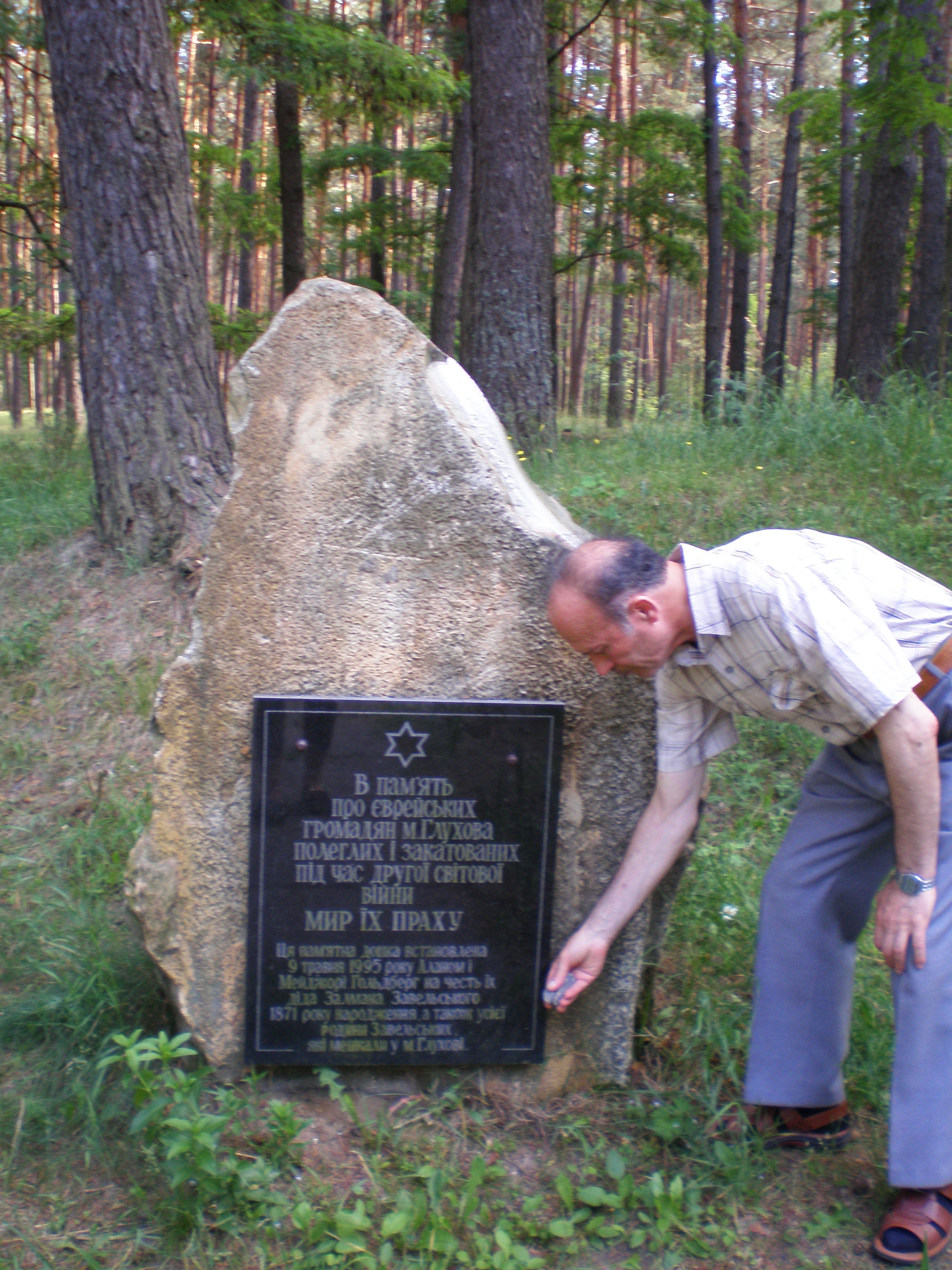
Михайло Часницький на території меморіалу загиблим у ІІ світовій війні на околиці Глухова